# Kalabera
Kalabera es un pueblo pequeño en el lado norte de la isla de Saipán (Islas Marianas del Norte). Es conocido por una gran cueva, que es una parada turística común. La sala de entrada posee cerca de 60 metros de altura, y cae a una serie aparentemente sin fondo de afluentes. Se asocia con muchas historias coloniales, incluyendo ser utilizado como prisión para los chamorros durante el período colonial español y un reconocido «club de recreación» de oficiales durante la ocupación militar japonesa.